# Glandularia bajacalifornica
Glandularia bajacalifornica là một loài thực vật có hoa trong họ Cỏ roi ngựa. Loài này được (Moldenke) Umber mô tả khoa học đầu tiên năm 1979.